# Martinus van Welie
Martinus van Welie (Culemborg, 14 juli 1875 – Enschede, 22 juli 1955) was een Nederlands militair en burgemeester van Borculo.
Van Welie werd in 1875 in Culemborg geboren als een zoon van de onderwijzer Steven van Welie en van Maria Elisabeth Rosman. Hij was kolonel van het  Koninklijk Nederlandsch-Indisch Leger. Daarna was Van Welie werkzaam als volontair ter secretarie te Renkum. Van 1928 tot 1940 vervulde hij de functie van burgemeester van Borculo.
Van Welie overleed op 22 juli 1955 te Enschede en is begraven in zijn geboorteplaats.